# Frank Hoyt Losey
Frank Hoyt Losey (Rochester, 18 maart 1870 – Erie, 3 mei 1931) was een Amerikaans componist, muziekpedagoog, arrangeur, dirigent, kornettist, trombonist en eufoniumspeler. Hij was het jongste van vier kinderen van het echtpaar George Trimmer Losey en Mary Jane Hoyt Losey.

## Levensloop
Losey vertrok met zijn gezin aan het einde van de jaren 1870 van Rochester naar Lawrenceville. Al in zijn voormalige woonplaats kreeg hij kornet-, viool- en pianoles. Hij was kornettist in het plaatselijke harmonieorkest en in orkesten en ensembles in de hele regio tot hij ziek werd aan een lipverlamming. Als gevolg ervan wisselde hij op trombone en eufonium.
In juni 1892 huwde hij met Adeline (Addah) Augusta Moore.
In het midden van de jaren 1890 begon hij te componeren. Zijn bekendste compositie is ongetwijfeld de mars Gloria (1898). Hij heeft rond 400 werken op zijn naam staan en publiceerde rond 2500 bewerkingen en arrangementen.
Vanaf 1902 werkte hij voor de muziekuitgeverij Vandersloot Music Publishing Company als uitgever. In 1914 richtte hij een eigen Losey's Military Band School in Erie (Pennsylvania) op. Hij werd eveneens docent en instructeur voor koperblaasinstrumenten aan het Mansfield conservatorium. Hij was een bepaalde tijd ook dirigent van de bekende Hanover Band. Thomas Edison engageerde Losey als muziekadviseur voor zijn Edison's phonograph company. Hij schreef ook werk voor orkest van het autobedrijf van Henry Ford in Detroit.

## Composities

### Werken voor harmonieorkest
- 1895 Old Times
- 1896 Snap Shot
- 1896 Evening Star
- 1897 Colonel' Quay's March
- 1898 Gloria, mars
- 1898 Commodore Lancers
- 1898 Addah Polka
- 1898 Nocturne, op. 34
- 1898 March of the Rear Guard, op. 48
- 1999 Chiquitta Polka
- 1900 The Knights of Pythias
- 1900 An African Symphony – A Ragtime Spasm
- 1900 Wandering Willie, Cakewalk
- 1900 Orion Overture
- 1900 Dance of the Flower Girls
- 1900 Tranquility Serenade
- 1901 Crescent Queen: March
- 1901 Excelsis
- 1902 Sons of Liberty
- 1903 Admiral Farragut
- 1903 Louisiana Purchase Exposition: March
- 1903 Pythian Grand March
- 1903 Warm Doughnuts
- 1905 Jolly Fellows
- 1905 The Stunner
- 1906 The Golden West
- 1908 Old Ironsides
- 1909 Ivanhoe
- 1910 Muttering Fritz
- 1911 The Right of Way
- 1916 Invicible America
- Lenoir
- Wizard